# 花园镇 (林甸县)
花园镇，是中华人民共和国黑龙江省大庆市林甸县下辖的一个乡镇级行政单位。

## 行政区划
花园镇下辖以下地区：
中心村、向前村、永远村、齐心村、永久村、光明村、前进村、卫星村、丰收村、火箭村和发展村。